# Ascogrammitis colombiensis
Ascogrammitis colombiensis är en stensöteväxtart som beskrevs av Michael Sundue. Ascogrammitis colombiensis ingår i släktet Ascogrammitis och familjen Polypodiaceae. Inga underarter finns listade.